# Родриго (поэма)
«Родриго» — условное название испанской эпической поэмы, сохранившейся только частично в составе рукописи начала XV века. Создание поэмы относят к XIV веку.
Поэма рассказывает о юности национального героя Испании Сида Кампеадора (Родриго Диаса де Вивара). Родриго убивает графа Гомеса де Гормаса, чтобы отомстить за обиды, нанесённые его отцу, и женится на дочери убитого Химене. Позже он воюет с маврами и побеждает в поединке представителя Арагона, чтобы разрешить спор между двумя королевствами. В отличие от «Песни о Сиде», действие происходит не при Альфонсо VI, а при его отце Фернандо I.
Исследователи отмечают, что в поэме главный герой изображён совсем не так, как в «Песни о Сиде». Он безрассуден, не доверяет королю и не скрывает свою неприязнь по отношению к нему. Это может быть связано с оппозиционностью королевской власти, характерной для широких кругов кастильского общества в XIV веке.